# Millettieae
Millettieae ist eine Tribus in der Unterfamilie der Schmetterlingsblütler (Faboideae) innerhalb der Familie der Hülsenfrüchtler (Fabaceae). Ihre etwa 900 bis 920 Arten besitzen hauptsächlich Vorkommen in den Tropen und Subtropen weltweit. Nur Callerya erreicht auch gemäßigte Gebiete Chinas und Wisteria kommt auch in gemäßigten Gebieten des östlichen Asiens und Nordamerikas vor. Einige Arten und ihre Sorten werden als Zierpflanzen verwendet.

## Beschreibung

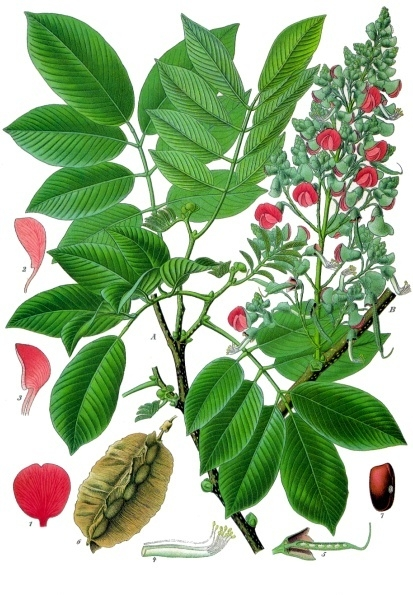
Illustration von Piscidia piscipula

### Erscheinungsbild und Blätter
Es handelt sich meist um verholzenden Pflanzen, die als Sträucher, selten Bäume oder Lianen wachsen. Nur die Gattung Tephrosia enthält selten einjährige oder öfter ausdauernde krautige Pflanzen.
Die gegenständig angeordneten Laubblätter bestehen aus einem gepolsterten Blattstiel und einer meist unpaarig gefiederte Blattspreite. An der Blattrhachis stehen sich die meist fünf bis 15 (drei bis über vierzig) Fiederblättchen meist paarweise gegenüber, selten stehen sie wechselständig; manchmal bis auf ein Fiederblatt reduziert. Die Nebenblätter fallen oft früh ab; Nebenblätter der Fiederblättchen können vorhanden sein.

### Blütenstände und Blüten
Die Blütenstände sind sehr unterschiedlich aufgebaut, aber es sind keine verlängerten Trauben; die Blüten stehen zu mehreren zusammen und diese Bündel sind in pseudotraubigen oder pseudorispigen Gesamtblütenständen zusammengefasst. Manchmal stehen die Blütenstände an blattlosen Zweigen oder direkt am Hauptstamm. Es sind meist Deckblätter vorhanden.
Die zwittrigen Blüten sind zygomorph und fünfzählig mit doppelter Blütenhülle (Perianth). Die fünf Kelchblätter sind verwachsen und gestutzt oder enden mit vier bis fünf Kelchzähnen. Die Blütenkrone hat den typischen Aufbau der Schmetterlingsblütler. Die Fahnen können an ihrer Basis Schwielen besitzen. Die Flügel sind frei oder haften mehr oder weniger stark am Schiffchen an. Die Staubfäden der neun oder aller zehn Staubblätter sind untereinander verwachsen. Die Staubbeutel sind manchmal behaart. Meist ist ein röhriger Diskus vorhanden. Das einzige oberständige Fruchtblatt enthält ein bis zwölf Samenanlagen.

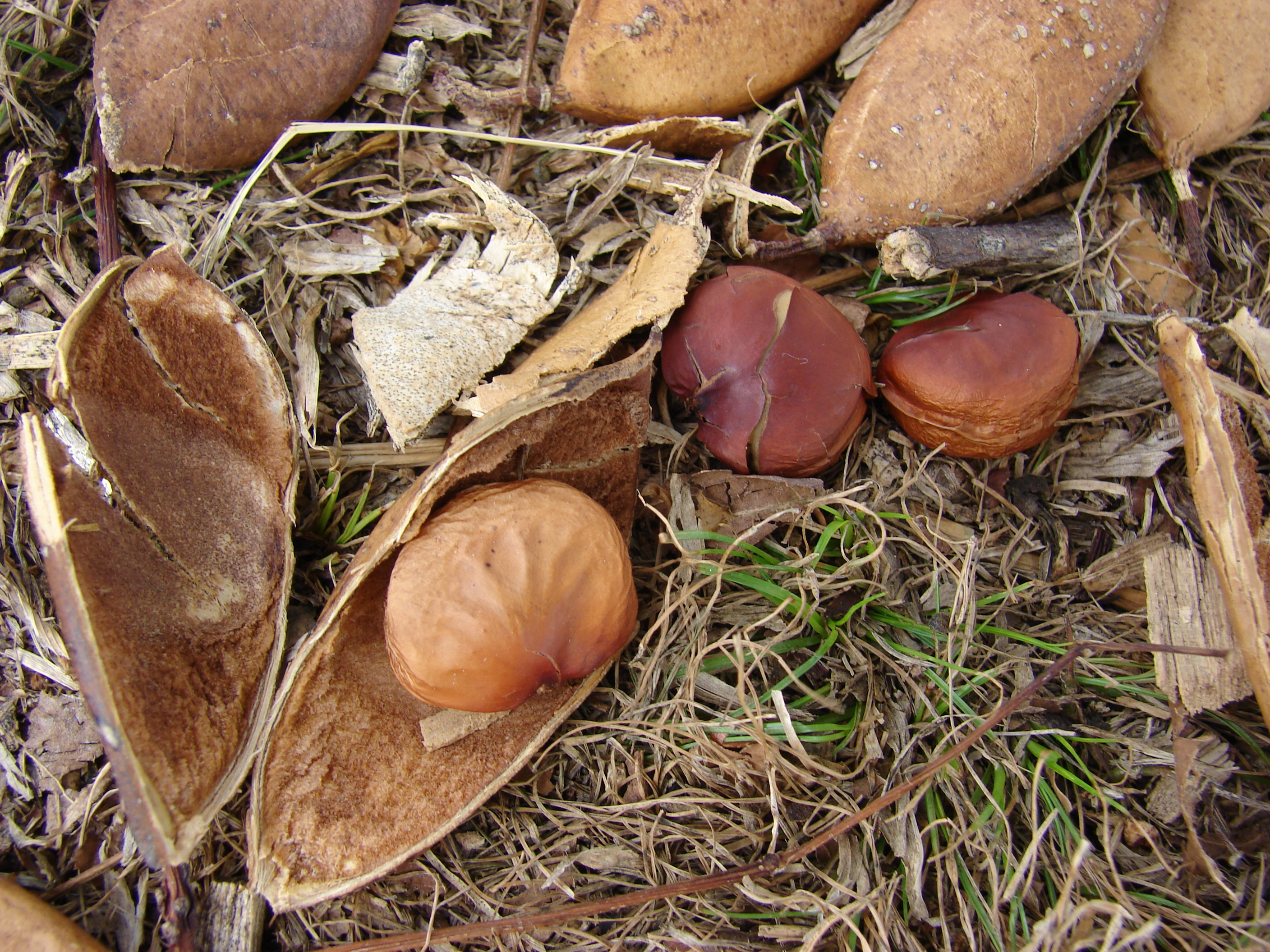
Offene Hülsenfrucht mit Samen von Milletia pinnata

### Früchte und Samen
Die manchmal kantigen Hülsenfrüchte besitzen holzige oder papierartige Klappen und öffnen sich bei Reife oder bleiben geschlossen. Die unterschiedlich geformten Samen besitzen eine harte oder holzige Samenschale (Testa).

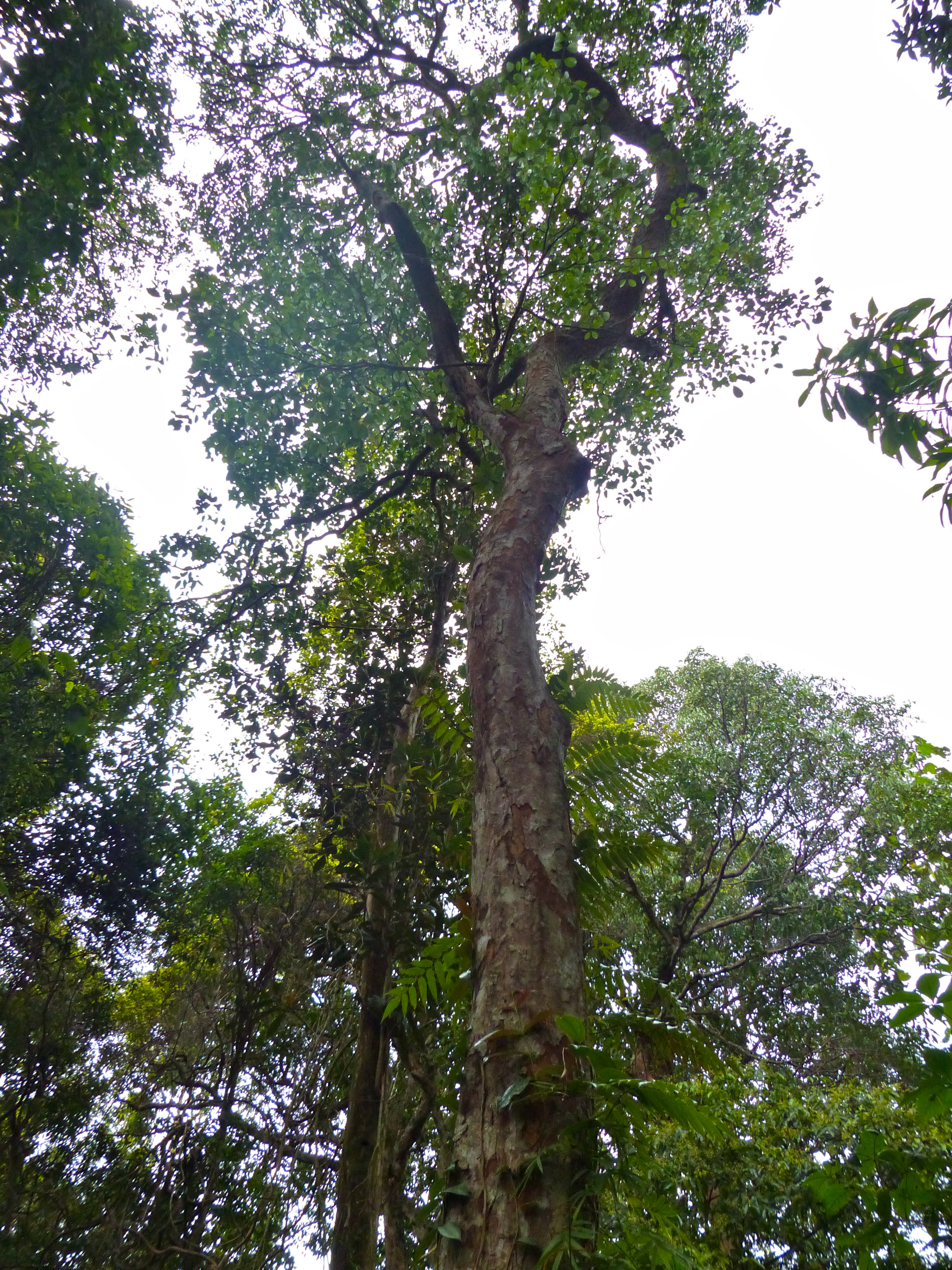
Callerya vasta

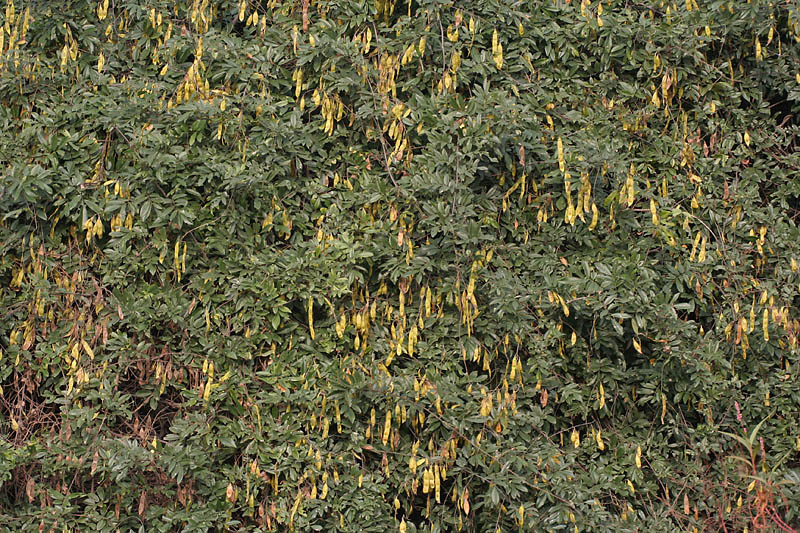
Habitus, Laubblätter und Hülsenfrüchte von Derris scandens

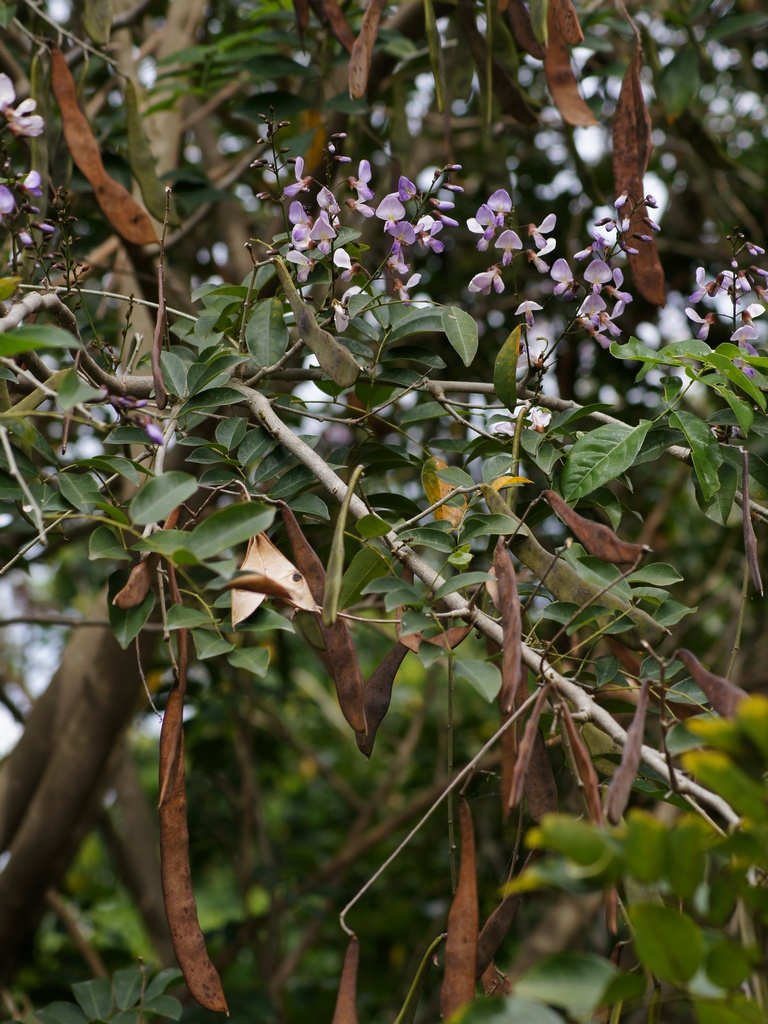
Laubblätter, Blütenstände und Hülsenfrüchte von Millettia thonningii

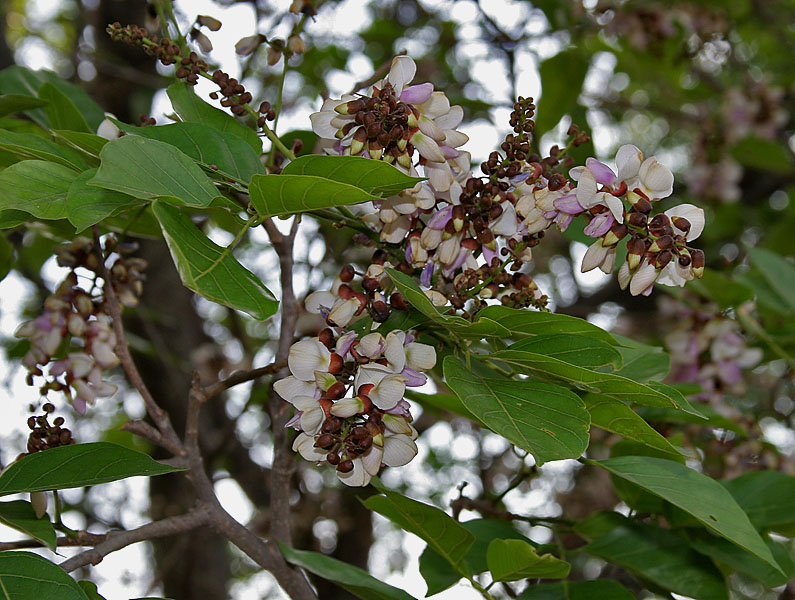
Laubblätter und Blütenstände von Pongamia pinnata

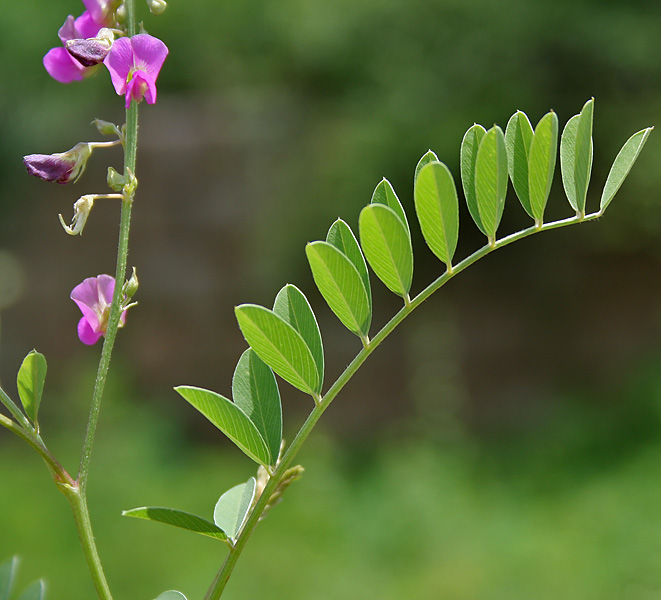
Tephrosia purpurea

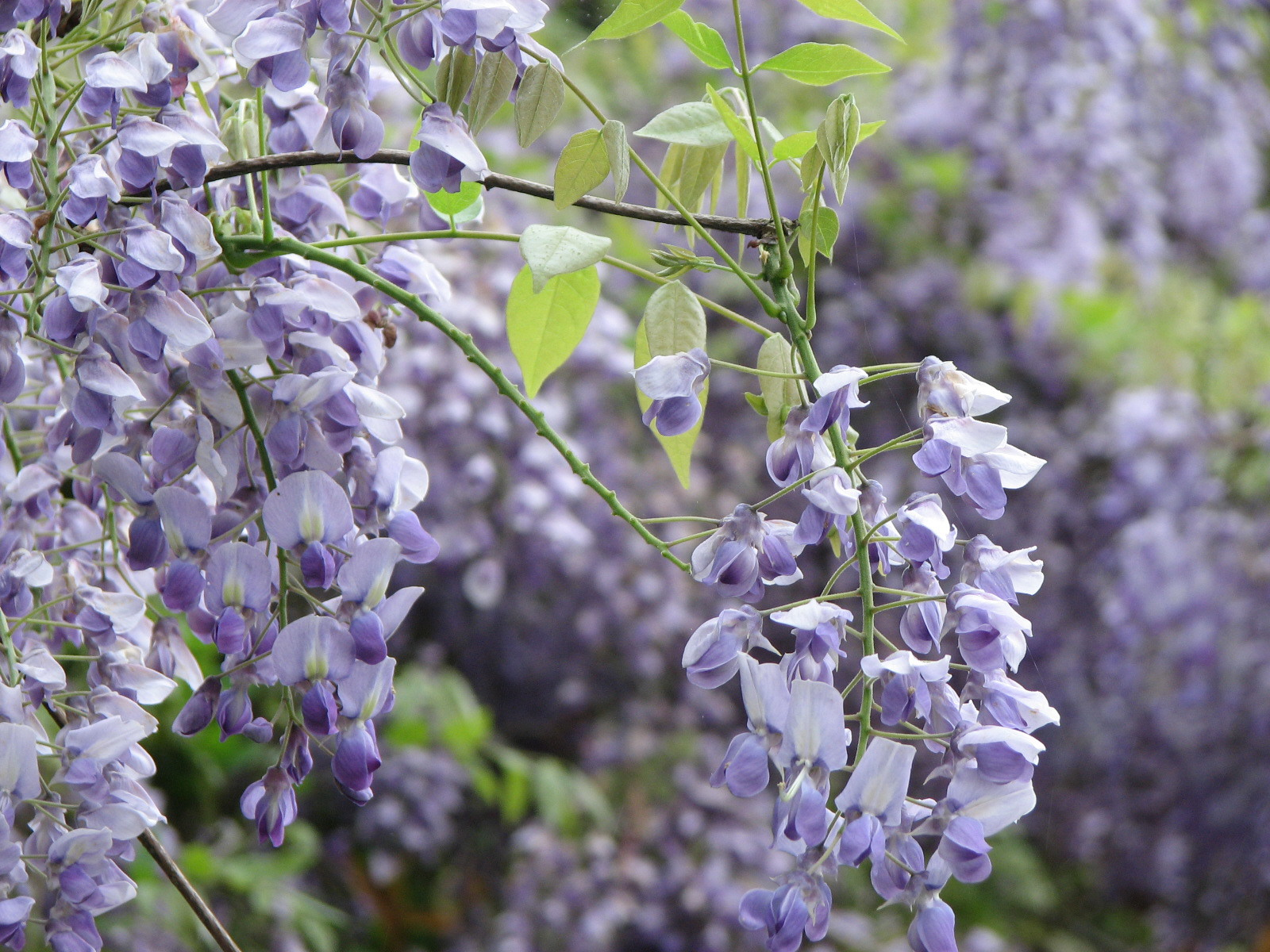
Blütenstände von Wisteria brachybotrys

## Systematik
Der 1855 durch Friedrich Anton Wilhelm Miquel in Fl. Ned. Ind., 1 (1), S. 137 aufgestellte Name Millettieae Miq. hat nach den Regeln des ICBN (Internationaler Code der Botanischen Nomenklatur) Priorität vor Tephrosieae (Benth.) Hutch.
Die Tribus Millettieae enthält etwa 43 bis 45 Gattungen mit 900 bis 920 Arten:
- Afgekia Craib: Die etwa drei Arten sind im südwestlichen China, Myanmar und Thailand verbreitet.
- Aganope Miq.: Die etwa sieben Arten sind im tropischen und subtropischen Afrika, Asien, sowie auf Pazifischen Inseln verbreitet.
- Antheroporum Gagnep.: Die etwa fünf Arten sind im südlichen China, Thailand und Vietnam verbreitet.
- Apurimacia Harms: Die zwei bis vier Arten sind in Südamerika verbreitet.
- Austrosteenisia R.Geesink: Die nur zwei Arten sind in Australien und Neuguinea verbreitet.
- Behaimia Griseb.: Mit der einzigen Art:
  - Behaimia cubensis Griseb.: Sie kommt nur auf Kuba vor. Diese gefährdete Art wächst in Waldland und trockenen immergrünen Wäldern auf Hundezahn-Kalkfelsen, felsigen Terrassen und Klippen.[2]
- Bergeronia Micheli: Mit der einzigen Art:
  - Bergeronia sericea Micheli: Sie kommt in Argentinien und Paraguay vor.
- Burkilliodendron Sastry: Mit der einzigen Art:
  - Burkilliodendron album (Ridl.) Sastry: Sie ist in Malesien beheimatet.
- Callerya Endl.: Die etwa 30 Arten sind im südlichen und südöstlichen Asien, Australien, sowie in Neuguinea verbreitet.
- Chadsia Bojer: Die etwa 18 Arten kommen in Madagaskar vor.
- Craibia Harms & Dunn: Die etwa zehn Arten sind in Afrika verbreitet.
- Craspedolobium Harms: Mit der einzigen Art:
  - Craspedolobium unijugum (Gagnepain) Z.Wei & Pedley: Sie ist in Südostasien und China verbreitet.
- Dahlstedtia Malme: Mit der einzigen Art:
  - Dahlstedtia pinnata (Benth.) Malme: Sie ist in Brasilien beheimatet.
- Dalbergiella Baker f.: Die etwa drei Arten sind in Afrika verbreitet.
- Deguelia Aubl.: Die etwa 16 Arten sind in Südamerika verbreitet.
- Derris Lour.: Die etwa 50 Arten sind im tropischen und subtropischen Afrika, Asien, Australien, sowie auf Pazifischen Inseln verbreitet.
- Dewevrea Micheli: Die nur ein oder zwei Arten sind in Afrika verbreitet.
- Disynstemon R.Vig.: Mit der einzigen Art:
  - Disynstemon paullinioides (Baker) M.Pelt.: Sie ist in Madagaskar beheimatet.
- Endosamara R.Geesink: Die nur ein oder zwei Arten sind von Indien bis zu den Philippinen verbreitet.
- Fordia Hemsl.: Die etwa acht Arten sind in Südostasien verbreitet.
- Hesperothamnus Brandegee: Die etwa drei Arten sind in Mexiko verbreitet.
- Kunstleria Prain: Die etwa acht Arten sind in Asien verbreitet.
- Leptoderris Dunn: Die etwa 20 Arten sind in Afrika verbreitet.
- Lonchocarpus Kunth: Bis auf eine afrikanische Art sind alle 150 Arten in der Neotropis verbreitet.
- Margaritolobium Harms: Mit der einzigen Art:
  - Margaritolobium luteum (I.M.Johnst.) Harms: Sie ist in Venezuela beheimatet.
- Millettia Wight & Arn.: Die etwa 100 Arten sind im tropischen und subtropischen Afrika, Asien und Australien verbreitet. Darunter auch:
  - Millettia pinnata (L.) Panigrahi, die vielfach auch als Pongamia pinnata (L.) Merrill bekannt war.
- Mundulea (DC.) Benth.: Die etwa zwölf Arten sind in Madagaskar verbreitet, eine davon kommt auch in Afrika und Südostasien vor.
- Ostryocarpus Hook. f.: Die nur zwei Arten sind in Afrika verbreitet.
- Paraderris (Miq.) R.Geesink: Die etwa 15 Arten sind von Südostasien bis Neuguinea verbreitet.
- Philenoptera Hochst. ex A.Rich.: Die etwa 15 Arten sind in Afrika verbreitet.
- Piscidia L.: Die etwa acht Arten sind in Zentralamerika und auf den Karibischen Inseln verbreitet.
- Platycyamus Benth.: Die nur zwei Arten sind in der Neuen Welt verbreitet.
- Platysepalum Welw. ex Baker: Die etwa zwölf Arten sind in Afrika verbreitet.
- Pongamia Adans. (heute in Milletia Wight & Arn.): Mit der einzigen Art Pongamia pinnata (L.) Merrill, die heute besser als Millettia pinnata (L.) Panigrahi bezeichnet wird.
- Pongamiopsis R.Vig.: Die nur zwei Arten kommen in Madagaskar vor.
- Ptycholobium Harms: Die etwa drei Arten sind von Afrika bis zur Arabischen Halbinsel verbreitet.
- Pyranthus Du Puy & Labat: Mit etwa sechs Arten.
- Requienia DC.: Die etwa drei Arten sind in Afrika verbreitet.
- Sarcodum Lour.: Die etwa drei Arten kommen in Südostasien und auf den Salomonen vor.
- Schefflerodendron Harms: Die drei bis vier Arten sind in Afrika verbreitet.
- Sylvichadsia Du Puy & Labat: Die etwa vier Arten kommen in Madagaskar vor.
- Tephrosia Pers.: Die etwa 400 Arten sind in tropischen und subtropischen Gebieten weltweit verbreitet.
- Wisteria Nutt.: Die etwa sechs Arten sind im östlichen Asien und in Nordamerika verbreitet.
- Xeroderris Roberty: Mit der einzigen Art:
  - Xeroderris stuhlmannii (Taub.) Mendonça & E.P.Sousa: Sie ist vom tropischen bis ins südliche Afrika verbreitet.